# Precious Time
«Precious Time» es una canción del músico norirlandés Van Morrison publicada en el álbum de 1999 Back on Top y como sencillo el mismo año.

## Características
La canción presenta un ritmo rápido y una letra introspectiva que detalla el rápido paso del tiempo.
"Precious Time" fue también publicada en los álbumes en directo de 2007 The Best of Van Morrison Volume 3 y Still on Top - The Greatest Hits, y en el álbum en directo de edición limitada Live at Austin City Limits Festival.

## Personal
- Van Morrison: voz
- Geraint Watkins: órgano Hammond
- Mick Green: guitarra acústica y eléctrica
- Ian Jennings: contrabajo
- Bobby Irwin: batería
- Pee Wee Ellis: saxofón tenor y barítono
- Brian Kennedy: coros